# 黄石镇 (云阳县)
黄石镇，是中华人民共和国重庆市云阳县下辖的一个乡镇级行政单位。

## 行政区划
黄石镇下辖以下地区：
黄石社区、黄石村、杨柳村、老屋村、迎新村、三田村、中湾村和铁炉村。